# Sclerosans
Sclerosans is een geneesmiddel dat wordt ingezet tegen spataderen. Bij inspuiten in een ader wekt een sclerosans een ontstekingsreactie van de vaatwand op. Door na het inspuiten het been te zwachtelen, worden de vaten dichtgedrukt en fibroseert (bindweefselvorming) de spatader sneller en met minder klachten. Dit proces wordt wel sclerotherapie genoemd.
Als sclerosans wordt tegenwoordig vooral polidocanol gebruikt. De behandeling wordt meestal uitgevoerd door dermatologen en vooral toegepast op spataders aan de benen.
Natriumtetradecylsulfaat is een wat ouder sclerosans dat onder naam Fibrovein verkocht wordt.